# Rimski portreti
Rimsko portretiranje je bilo eno najpomembnejših obdobij v razvoju portretne umetnosti. Izvira iz antičnega Rima, nadaljevala pa je skoraj pet stoletij. Za rimske portrete sta značilna nenavaden realizem in želja po prenašanju naravnih podob v kakovostnem slogu, ki ga pogosto opazimo v antični rimski umetnosti. Nekateri doprsni kipi kažejo celo klinične znake . Manjše število slik in kipov, izdelanih iz marmorja in brona, je ohranjenih. Rimska pogrebna umetnost vsebuje veliko portretov, kot so pogrebni reliefi zakonskega para, ki so bili najpogosteje narejeni za bogate osvobojence in ne za patricijsko elito.
Portretna skulptura iz republikanske dobe je po navadi nekoliko bolj skromna, realistična in naravna v primerjavi z zgodnjimi cesarskimi deli. Tipično delo je lahko takšno, kot je stoječa figura »'rimski patricij s poprsjem svojih prednikov« (cca. 30 pr. n. št.) .
Čeprav so bile v cesarskem obdobju pogoste realistične upodobitve človeške anatomije, so portretne skulpture rimskih cesarjev pogosto uporabljali v propagandne namene in zato vključevali ideološka sporočila v pozi, vgradnji ali noši figure. Ker je bila večina cesarjev od Avgusta naprej deificirana, so nekatere podobe nekoliko idealizirane. Rimljani so upodabljali tudi bojevnike in junaške dogodivščine, v duhu Grkov, ki so bili pred njimi.

## Ideologija

### Verske funkcije in poreklo
Po mnenju nekaterih učenjakov je realizem rimskih portretov morda zato, ker so se razvili iz voščenih posmrtnih mask. Te posmrtne maske so vzeli s trupel in jih hranili na domačem oltarju. Poleg voska so bile maske narejene iz brona, marmorja in terakote. Kalupi za maske so bili narejeni neposredno iz pokojnikov, kar je zgodovinarjem dalo natančen prikaz značilnih rimskih potez.

### Politiki
V obdobju Republike so na javnih mestih pogosto postavljali celopostavne kipe političnih uradnikov in vojaških poveljnikov. Takšna čast je bila predmet odločitve senata, običajno v spomin na zmage in politične dosežke. Ti portreti so po navadi spremljali posvetilni napisi. Če bi bilo ugotovljeno, da je oseba, ki je dobila spominski portret, storila kaznivo dejanje, so portret uničili.
Rimski voditelji so se pri portretiranju zavzemali za občutek državljanske dolžnosti in vojaške sposobnosti nad lepoto. Veristični portreti, vključno z zagotovo grdimi lastnostmi, so bili način izkazovanja zaupanja in vrednotenja moči in vodstva nad površinsko lepoto. Ta vrsta portretiranja je skušala pokazati, kaj je pomembno za Rimljane; močan lik, cenjen nad pojavo.
Podobno kot grški vladarji, so si tudi rimski voditelji izposodili prepoznavne značilnosti iz nastopov svojih predhodnikov. Na primer, vladarji, ki so prišli za Aleksandrom Velikim so kopirali njegovo izrazito pričesko in intenziven pogled v svojih portretih . Običajen namen tega naj bi nakazoval na podobnost z njimi in njihovo legitimnost, da vladajo; skratka, ti izmišljeni dodatki naj bi prepričali podanike, da bodo tako močni in veliki vodje, kot je bil prejšnji vladar, četudi se ne bi strinjali o vsaki stvari.
Izbira za ponosno prikazovanje nepopolnosti pri portretiranju je bil zgodnji odmik od idealistične tradicije, ki so jo prenesli od Grkov. Zdi se, da je navidezna ravnodušnost do popolnosti fizičnega videza v celoti privedla do morebitne opustitve realizma, kot to vidimo v zelo poznem portretu štirih tetrarhov.

### Socialni in psihološki vidik
Razvoj rimskega portreta je bil povezan s povečanim zanimanjem za posameznika in s širitvijo družbenega kroga upodobljenega. V središču umetniške strukture številnih rimskih portretov je jasen in strog prenos edinstvenih značilnosti modela, hkrati pa splošni slog ohranja zelo podoben. Za razliko od starogrških portretov, ki so si prizadevali za idealizacijo (Grki so verjeli, da mora biti dober človek lep), je bila rimska portretna skulptura veliko bolj naravna in še vedno velja za enega najbolj realističnih vzorcev žanra v zgodovini umetnosti.

## Zgodovinski razvoj

### Obdobje Republike
Portretiranje v Rimski republiki je bil način za vzpostavitev družbene legitimnosti in doseganje statusa s pomočjo družine in porekla. Podvigi, ki so jih storili predniki, so njim in njihovim družinam prinesli odmev javnosti in še več; pompozen državni pogreb, ki ga je plačala država. Posmrtne maske so bile narejen od družinskega člana, ko je še živel, zaradi česar so se zelo realistični vizualni prikazi posameznika dobesedno dvignili z obraza. Te maske so bile v hišah moških potomcev ohranjene v spomin na prednike. Te maske so služile kot nekakšen družinski ugled in bi lahko pomagal potomcem , podobno kot otrokom dveh študentov, ki obiskujejo njihovo alma mater.
Republikanski Rim je pri portretiranju sprejel nepopolnost, čeprav so bili različni nivoji moči, ki jih je imel vsak razred družbe in so vsi bili malo negotovi, je ta vrsta nedotaknjene fizične predstavitve vzbudila občutek skupnosti, tako da je namigovala, da čeprav obstajajo neenakosti, to ni spremenilo dejstva, da so bili Rimljani.
- Bronast doprsni kip Lucija Junija Bruta, Kapitolski Brut v Kapitolskih muzejih, datiran od konca 4. st. pr. n. št. do začetka 3. st. pr. n. št.
- Govornik, okoli leta 100 pr. n. št., etruščansko-rimski bronast kip, ki prikazuje Aule Meteli (latinsko: Aulus Metellus), etruščanskega moškega, ki je nosil rimsko togo, medtem ko se je ukvarjal z retoriko; na kipu je napis v etruščanski pisavi.
- Doprsni kip patricija Torlonia, Katon Starejši. 1. st. pr. n. št.
- Publij Kornelij Scipion Afriški, bronasto poprsje, sredina 1.st. pr. n. št.
- Arleško poprsje, marmorni kip najden v reki Roni blizu Arlesa, c. 46 pr. n. št.
- Grobni relief Publija Aidija in Aedije, 30. pr. n. št., Pergamonski muzej (Berlin)

### Obdobje cesarstva
Rimski portretiranci cesarskega obdobja vključujejo dela, ustvarjena po provincah, ki pogosto kombinirajo grško, rimsko in lokalno tradicijo, kot pri portretih mumij iz Fayuma.
Helenistični grški slog in pričakovanja voditeljev so preneseni v portrete rimskih voditeljev. Pomemben primer je marmornat portret cesarja Karakala iz severskega obdobja. Skoraj vsa upodobitev Karakale odraža njegovo vojaško silo z zastrašujoče agresivnim izrazom. Karakala si je sposodil tradicijo Aleksandra; prodoren pogled. Njegovo samozavestno zaupanje izvira iz njegovih lastnosti, ki kažejo, da ni človek, s katerim se lahko spopadete. Intenzivna kiparska izvedba tega dela zlasti odraža premik k bolj geometrijskem upodabljanju človeškega obraza za boljše prenašanje sporočil javnosti, pogosto posledice moči in avtoritete za ohranjanje miru v rimskem cesarstvu. Cesarji, ki so prihajali po Karakali, so videli spoštovanje, ki ga je ukazal svoji podrejeni vladajoči stranki, pa tudi rimskemu prebivalstvu kot celoti. Ko so videli njegov uspeh kot vladarja, so naslednji cesarji poskušali imeti portrete, podobne Karakali, da bi nakazovali, da so na isti ravni kot on, tako glede vojaške trdnosti kot avtoritarnega nadzora. To je omogočilo vedno bolj geometrične, manj idealizirane figuralne predstavitve voditeljev, da so nenehno poudarjali vladarjevo moč in podobo.
Ta geometrični slog se je izkazal za koristnega rimskim tetrarhom, ki so si vladavino cesarstva med seboj razdelili po vladavini cesarjev. Geometrični slog Portret štirih tetrarhov ni realističen, vendar je slog, ki se uporablja za vse štiri figure, nosil sporočilo o stabilnosti in dogovorih med štirimi vladarji, s čimer je prepričal rimske državljane, hkrati pa poslal nepopisno sporočilo moči in avtoritete, ki spominja na prejšnje cesarje. Predstavitev variacije v videzu tetrarhov je morda pripomogla k temu, da so gledalci dali prednost enemu vladarju nad drugimi. Namesto tega se je Tetrarhija odločila, da se v tem delu pokažejo kot vizualno sinonimni, da pokažejo svojo ontološko enakopravnost, enotnost in moč imperija s tem prikazom vseh štirih skupaj. Najlažji način za prikaz njihove enakosti in skupne volje je bila uporaba skoraj enakih geometrijskih oblik za prikaz njihovih podob. Odvzem človeške oblike je omogočil jasnejše razumevanje pričakovanj, ki so jih imeli Rimljani do svojih podložnikov in tega, kako so rimski državljani pričakovali, da bodo Tetrarhi vladali.
- Lucij Calpurnij Piso Caesoninj (konzul 15 pr. n. št.), pozno 1. st. pr. n. št.–zgodnje 1. st. n. št.
- Mož in žena iz Pompejev, 20–30 n. št. (Portret Terentij Neo)
- Mlada ženska s pričesko iz Flavijevega obdobja, leto 80–90
- Freska s prikazom menade iz Pompejev, Italija, 1. st.
- Freska moškega, ki nosi lovorov venec in ima papirusni rotulus, Pompeji, 1. st.
- Mladenič z zvitkom in lovorovim vencem, freska iz Pompejev, 1. st.
- Antična rimska freska, pompejski četrti slog (leto 45–79), Nacionalni arheološki muzej Neapelj
- Antinoj, okoli leta 130
- Vibia Sabina, okoli leta 130
- Rekonstruiran doprsni kip Marka Avrelija, ca. 161–180. Walters Art Museum, Baltimore.
- Portret Lucija Vera
- Antični doprsni kip rimskega cesarja Lucija Vera (r. 161-169), naravno svetlolas, ki si je v lase posipal zlati prah, da bi bil še bolj svetel,[6] Bardo National Museum, Tunis
- Ostanki mladega rimskega doprsja s svetlo brado, morda upodablja rimskega cesarja Komoda (r. 177-192), National Archaeological Museum, Atene
- Portret cesarja Gordiana I. (238) na bronastem sestercu
- Zlati stekleni portret rimske družine, najverjetneje iz rimskega Egipta, 3. st.[7][8]
- Portret Konstancija Klora (r. 293-306)
- Konstantinov kolos, 312–315
- Portret štirih tetrarhov, Benetke
- Doprsni kip predstavlja idealiziran portret Menanderja iz Efeza, 4. stoletje našega štetja, Arheološki muzej Efez
- Marmorni doprsni orator ali filozof iz 5. stoletja, Louvre